# Uniwersytet Johannesa Keplera w Linzu
Uniwersytet Johannesa Keplera w Linzu (niem. Johannes Kepler Universität Linz) – austriacka uczelnia publiczna.
Uczelnia została założona 8 października 1966 roku jako Wyższa Szkoła Nauk Społecznych i Ekonomicznych (Hochschule für Sozial- und Wirtschaftswissenschaften). Pierwszym rektorem został Ludwig Fröhler. W pierwszym roku funkcjonowania uczelni studenci podjęli studia na Wydziale Nauk Społecznych, Ekonomicznych i Prawa. Dwa lata później powstał Wydział Inżynierii i Nauk Przyrodniczych. W 1975 roku na uczelni powstał samodzielny Wydział Prawa. W tym samym roku uczelnia zmieniła nazwę na Uniwersytet Johannesa Keplera. W 1977 roku otwarto nową siedzibę Wydziału Inżynierii i Nauk Przyrodniczych - TNF-Turm. W 2012 roku powstał Wydział Medycyny. 
W skład uczelni wchodzą następujące jednostki administracyjne:
- Wydział Prawa
- Wydział Medycyny
- Wydział Nauk Społecznych, Ekonomicznych i Biznesu
- Wydział Technologii i Nauk Przyrodniczych